# Huracà Colonial de 1635
El Gran Huracà Colonial de 1635 va ser un huracà sever que es va deixar caure a Virgínia i després va passar pel sud-est de Nova Anglaterra a l'agost d'aquell any. Hi ha poques dades sobre aquesta tempesta, però és probable que fos l'huracà més intens que va arribar a Nova Anglaterra des de la colonització europea.

## Història meteorològica

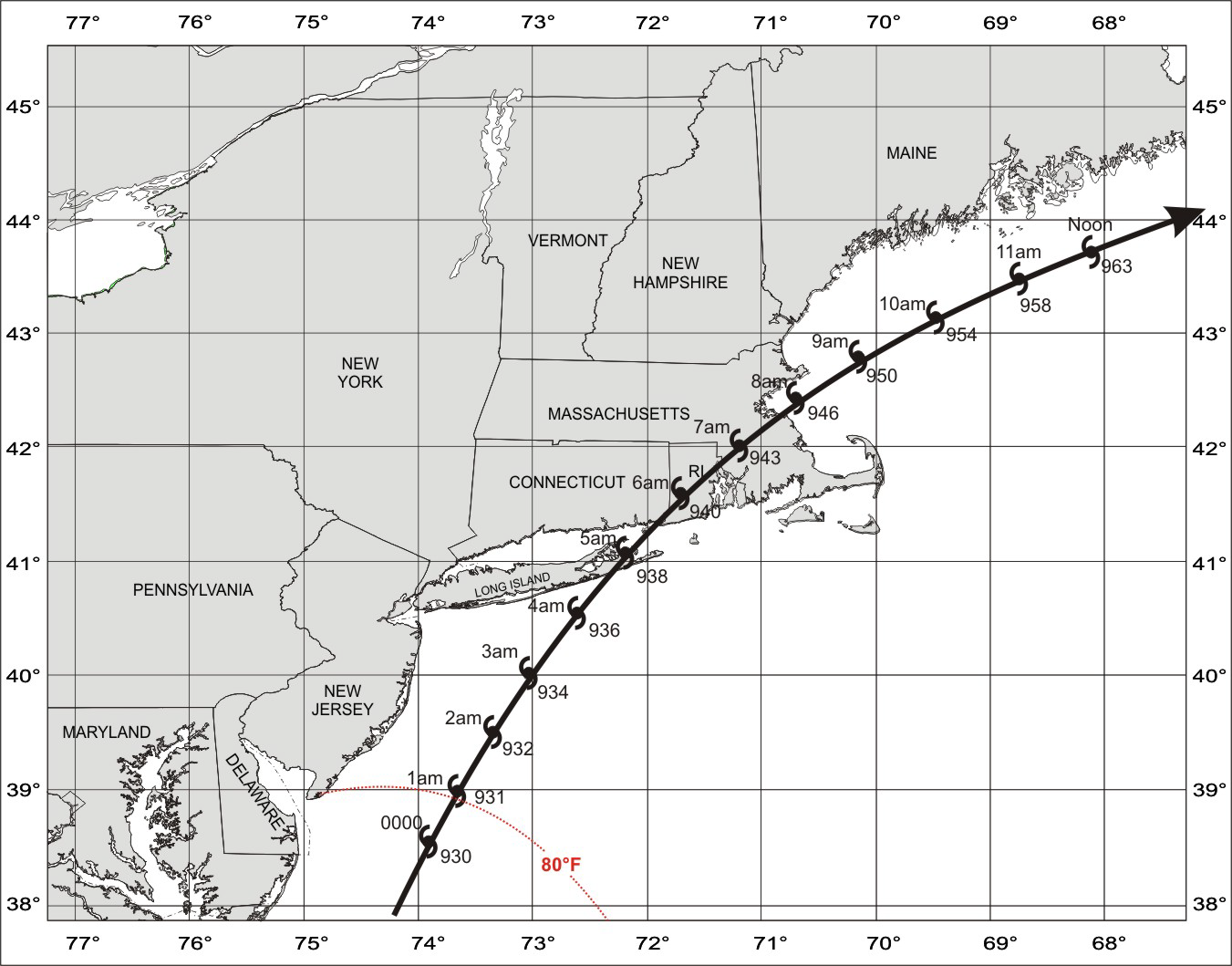
Mapa traçat del camí i de la intensitat de la tempesta segons l'escala Saffir-Simpson

La primera menció esmentada del Gran Huracà Colonial va ser el 24 d'agost de 1635 a la colònia de Virgínia, a Jamestown. Va afectar Jamestown com un gran huracà, encara que no es pot trobar informació dels danys, probablement perquè l'huracà evidentment es va traslladar ràpidament, ben a l'est de l'assentament.
Els governadors John Winthrop de la Colònia de la Badia de Massachusetts i William Bradford de la Colònia de Plymouth van registrar el Gran Huracà Colonial. Tots dos descriuen vents alts, una tempesta sobre el mar amb onades d'entre 4,3 i 6,1 m a la costa sud de Massachusetts i Rhode Island, i una gran destrucció.

## Impacte
Gran part de la zona entre Providence i el riu Piscataqua va ser danyada per la tempesta, i alguns danys encara es van notar 50 anys després. El governador Bradford va escriure que la tempesta va ofegar a disset indis i va tombar o va destruir milers d'arbres; també van quedar destruïdes moltes cases.

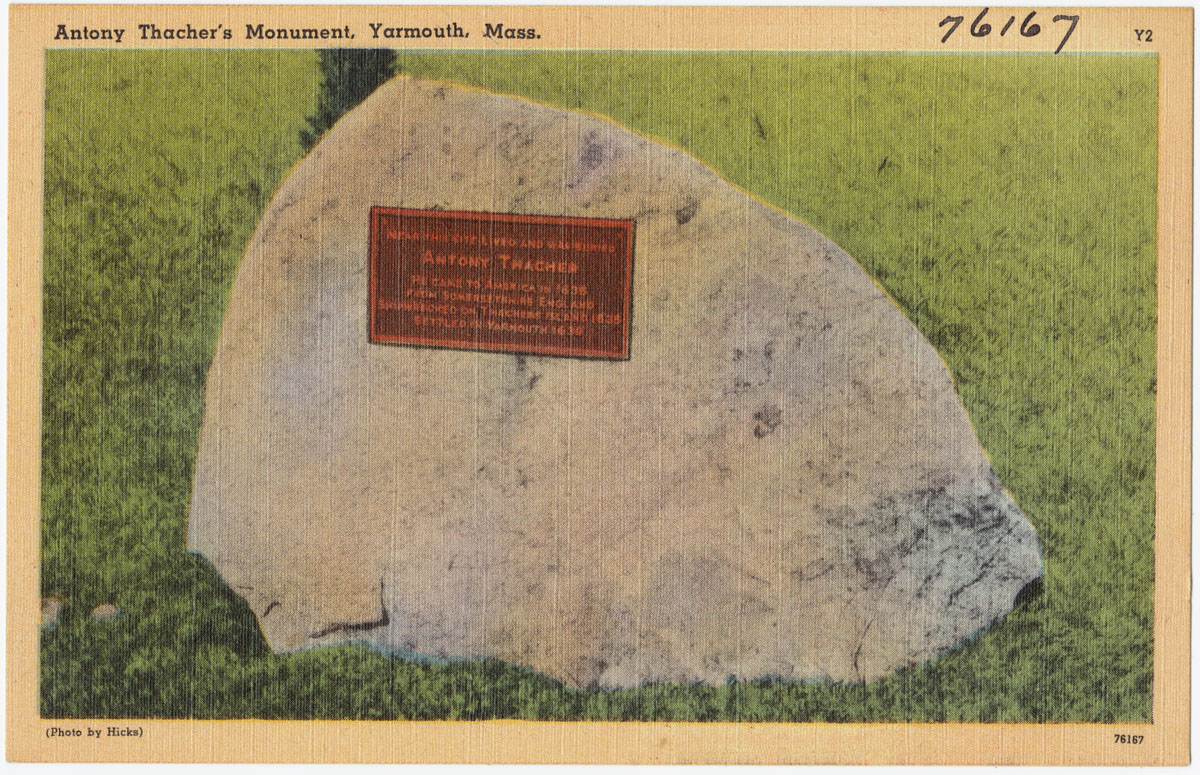
Postal que mostra el monument a Antony Thacher

La petita barca Watch and Wait propietat d'Isaac Allerton es va enfonsar durant la tempesta al Cape Ann amb 23 persones a bord. Els únics supervivents van ser Antony Thacher i la seva esposa, que van arribar a Thacher Island. Thacher va escriure més tard sobre el naufragi.
A la badia de Narragansett, la marea va pujar 4,3 m per sobre de la marea ordinària i va ofegar a vuit indis que fugien dels seus wigwams. El valor més alt registrat per l'huracà a Nova Anglaterra va ser una marea de tempesta de 6,7 m registrada en algunes zones.
La ciutat de Plymouth va patir greus danys, amb cases enderrocades El vent va destruir un gran nombre de cases al bosc prop de Plymouth i en altres llocs a l'est de Massachusetts. També va destruir l'Aptucxet Trading Post de la colònia de Plymouth (situat en el lloc on actualment es troba Bourne, Massachusetts).
L'àrea de Boston no va patir la marea com en les àrees més cap al sud. L'onatge més proper es va escometre sobre les zones baixes de Dorchester, arruïnant les granges i el paisatge (segons els informes de Bradford i Winthrop).

## Anàlisi moderna
La Divisió d'Investigació d'Huracans del Laboratori Oceanogràfic i Meteorològic de l'Atlàntic (AOML) de la NOAA ha realitzat un projecte de re-anàlisi per tornar a examinar les dades del Centre Nacional d'Huracans sobre els huracans històrics. En associació amb el projecte, Brian Jarvinen va utilitzar les dades d'huracans i tempestes modernes per a crear models amb ordinadors i recrear una tempesta amb la informació proporcionada pels contemporanis del Gran Huracà Colonial.
Jarvinen va estimar que la tempesta era probablement un huracà de tipus Cap Verd tenint en compte la seva intensitat, que va prendre una camí similar al Gran Huracà de l'Atlàntic de 1944 i l'Huracà Edna de 1954. L'ull de la tempesta hauria impactat sobre Long Island abans de moure's entre Boston i Plymouth. Probablement va ser un huracà de categoria 4 o 5 més al sud de l'Atlàntic i era almenys un fort huracà de categoria 3 a la terra amb vents sostinguts de 201 km/h i una pressió central de 938 mbar a la terra de Long Island i 939 mbar a terra ferma. Aquest seria el més intens huracà al terra conegut al nord dels estats de Les Carolinas i Atlàntic Mitjà. Jarvinen va assenyalar que el Gran Huracà Colonial va poder haver provocat les majors onades per tempesta registrades en la història de la costa est dels Estats Units: 6,1 m prop de la badia de Narragansett. Va concloure que «aquest va ser probablement l'huracà més intens en la història de Nova Anglaterra».
Un escarpat erosionat a l'oest del golf de Maine pot ser un rastre del Gran Huracà Colonial.